# 가리야번 (미카와국)
가리야번(일본어: 刈谷藩 카리야한[*])은 일본 에도 시대 미카와국 내에 존재한 번 중 하나로, 에도 시대에는 谷을 屋으로 바꾸어 썼다. 번청은 지금의 아이치현 가리야시에 속한 가리야 성에 있었다.

## 번의 역사

### 미즈노씨 통치 시대
센고쿠 시대의 가리야 지역은 도쿠가와 이에야스의 생모 오다이노가타의 친가인 미즈노씨(水野氏)이 지배하고 있었다. 오다이의 아버지인 미즈노 다다마사는 마쓰다이라씨와 함께 이마가와씨(今川氏)의 호족이었는데, 미즈노씨는 가리야 성을 짓고 이토가와(緖川)에서 가리야로 본거지로 옮겼다. 다다마사의 아들인 미즈노 노부모토는 이마가와 가문을 배반하고 오다 노부나가와 동맹 관계를 맺었지만, 뒤에 사쿠마 노부모리의 모함으로 다케다 가쓰요리와 내통했다는 의심을 받아 살해되었다. 이때 일족 무리들은 흩어져 한때 미즈노씨의 세력은 멸망당하였다.
그 후, 노부모토의 동생인 미즈노 다다시게가 도요토미 히데요시를 섬기면서 이세 간베 성(神戸城)으로 이봉되었으나, 후에 가리야로 돌아왔다. 게이초 5년(1600년)의 세키가하라 전투에서 다다시게는 동군 측에 속해 있었으나, 서군 소속의 미노 가가노이 성주(加賀井城主)였던 가가노이 시게모치(加賀井重望)에게 살해되어 버렸다. 그 후, 그의 아들 미즈노 가쓰나리가 가독을 이었고, 동군 측에 속해서 전공을 거두었기 때문에 세키가하라 전투 이후에도 소령이 안도되었다. 그 후 겐나 원년(1615년) 음력 7월 21일에 오사카 전투의 공적으로 3만 석이 가증되어 야마토 고리야마 번으로 이봉되었다.
겐나 2년(1616년) 음력 4월 3일, 가쓰나리의 동생인 미즈노 다다키요가 고즈케국 오바타 번으로부터 2만 석으로 들어왔으나, 간에이 9년(1632년) 음력 8월 11일에 미카와 요시다 번으로 이봉되었다.

### 마쓰다이라씨 통치 시대
대신 요시다 번으로부터 마쓰다이라 다다후사가 3만 석으로 들어왔으나, 게이안 2년 (1649년) 음력 2월 28일에 단바국 후쿠치야마 번으로 이봉되었다.
이세국 구와나번주 마쓰다이라 사다카쓰의 여섯째 아들로 나가시마 성(長島城)의 7천 석 영주였던 마쓰다이라 사다마사가 2만 석으로 가리야 번에 들어왔으나, 게이안 4년(1651년) 쇼군 도쿠가와 이에미쓰 사후 사다마사는 삭발하였고 이어서 소령을 에도 막부에 반환한다는 내용의 서장을 당시 막부의 숙로(宿老)였던 이이 나오타카에게 제출하였다. 이 때문에 그 해 음력 7월 18일, 막부는 사다마사가 발광했다는 이유로 영지를 몰수하고 그 신병을 그의 차형인 이요 마쓰야마 번주 마쓰다이라 사다유키에게 맡겼다.

### 일시 폐번 이후 도이씨의 입봉 때까지
그 후 가리야 번은 폐지되어 막부 직할령이 되었다가 그 해 음력 9월 19일에 이나가키 시게쓰나가 에치고국 산조번으로부터 2만 3천 석으로 들어오면서 다시 세워졌다. 그 후 조오 3년(1654년) 음력 3월 3일, 2대 번주 시게아키(시게쓰나의 장남 이나가키 시게마사의 아들)는 사촌동생 이나가키 아키토모(稲垣昭友)에게 3천 석의 영지를 분봉해 주었다. 이에 따라 가리야 번의 영지는 2만 석이 되었다. 그리고 3대 번주 시게토미는 겐로쿠 15년(1702년) 음력 9월 7일 가즈사국 오타키번으로 이봉되었다.
대신 아베 마사하루가 1만 6천 석으로 들어왔으나, 2대 번주 마사타네는 호에이 7년(1710년) 음력 5월 23일 가즈사 국 사누키 번으로 이봉되었다. 대신 에치고국 무라카미번으로부터 혼다 다다나가가 5만 석으로 들어왔으나, 그 2년 후인 쇼토쿠 2년(1712년) 음력 7월 12일 시모사국 고가 번으로 이봉되었다. 대신 휴가국 노베오카번으로부터 미우라 아키히로가 2만 3천 석으로 들어왔으나, 3대 번주 요시사토는 엔쿄 4년(1747년) 음력 2월 11일 미카와 국 니시오 번으로 이봉되었다. 이처럼 단기간에 번주 가문의 교체가 잇달았기 때문에, 번의 지배는 정착되지 못했다.

### 도이씨 통치 시대
미우라 요시사토 대신 도이 도시노부가 2만 3천 석으로 들어왔다. 이에 따라 간신히 도이씨(土井氏)에 의한 가리야 번의 지배가 폐번치현 때까지 정착하였다. 역대 번주에게는 친아들이 없었던 관계로 다른 가문에서 양자를 맞이하는 사례가 많았으나, 9대에 걸쳐 가리야 지역을 지배했다. 간세이 9년(1790년) 3대 번주 도시노리(利制)의 대에 조달금을 둘러싸고 영지 내 42개 촌의 주민들에 의한 간세이 잇키(寛政一揆)가 발생하여, 그로 인해 막부로부터 2만 3천 석의 영지 중에서 1만 3천 석 영지가 무쓰국 후쿠시마번 내의 일부 영지와 교체되는 처벌을 받았다.
메이지 2년 (1869년)의 판적봉환으로 9대 번주 도시노리(利教)는 가리야 번지사에 임명되었고, 메이지 4년(1871년)의 폐번치현으로 가리야현을 거쳐 누카타현(額田県)에 합병되었다.

## 역대 번주
미즈노가(종가. 시모사국 유키 번주 계통)
- 미즈노 가쓰나리(水野勝成) 재위 1600년 ~ 1615년

미즈노가(스루가국 누마즈 번주 계통)
- 미즈노 다다키요(水野忠清) 재위 1616년 ~ 1632년

후코즈 마쓰다이라가
- 마쓰다이라 다다후사(松平忠房) 재위 1632년 ~ 1649년

히사마쓰 마쓰다이라가
- 마쓰다이라 사다마사(松平定政) 재위 1649년 ~ 1651년

막부 직할령 1651년
이나가키가
1. 이나가키 시게쓰나(稲垣重綱) 재위 1651년 ~ 1654년
2. 이나가키 시게아키(稲垣重昭) 재위 1654년 ~ 1687년
3. 이나가키 시게토미(稲垣重富) 재위 1687년 ~ 1702년

후다이 아베가
1. 아베 마사하루(阿部正春) 재위 1702년 ~ 1709년
2. 아베 마사타네(阿部正鎮) 재위 1709년 ~ 1710년

혼다 헤이하치로가
- 혼다 다다나가(本多忠良) 재위 1710년 ~ 1712년

미우라가
1. 미우라 아키히로(三浦明敬) 재위 1712년 ~ 1724년
2. 미우라 아키타카(三浦明喬) 재위 1724년 ~ 1726년
3. 미우라 요시사토(三浦義理) 재위 1726년 ~ 1747년

도이가
1. 도이 도시노부(土井利信) 재위 1747년 ~ 1767년
2. 도이 도시나리(土井利徳) 재위 1767년 ~ 1787년
3. 도이 도시노리(土井利制) 재위 1787년 ~ 1794년
4. 도이 도시카타(土井利謙) 재위 1794년 ~ 1813년
5. 도이 도시모치(土井利以) 재위 1813년 ~ 1829년
6. 도이 도시쓰라(土井利行) 재위 1830년 ~ 1838년
7. 도이 도시스케(土井利祐) 재위 1838년 ~ 1846년
8. 도이 도시요시(土井利善) 재위 1847년 ~ 1866년
9. 도이 도시노리(土井利教) 재위 1866년 ~ 1871년